# 李和跃
李和跃（1963年2月—），男，汉族，中华人民共和国政治人物。现任水利部松辽水利委员会副总工程师，农工党吉林省委副主委。第十三、十四届全国政协委员。